# La Liga de 1964–65
A La Liga de 1964–65 foi a 34º edição da Primeira Divisão da Espanha de futebol. Com 16 participantes, o campeão foi o Real Madrid.